# Вторжение в Дженин (октябрь 2023)
12 октября 2023 года Израиль совершил налёт на город Дженин на Западном берегу реки Иордан, задержав одного боевика группировки ХАМАС и ранив несколько других боевиков.

## Вторжение в город
14 октября 2023 года Израиль начал вторжение в город, в результате которого погибло несколько человек.

## Комментарии
1. ↑  По данным армии обороны Израиля (ЦАХАЛ).